# Liste der Botschafter der Vereinigten Staaten in Pakistan

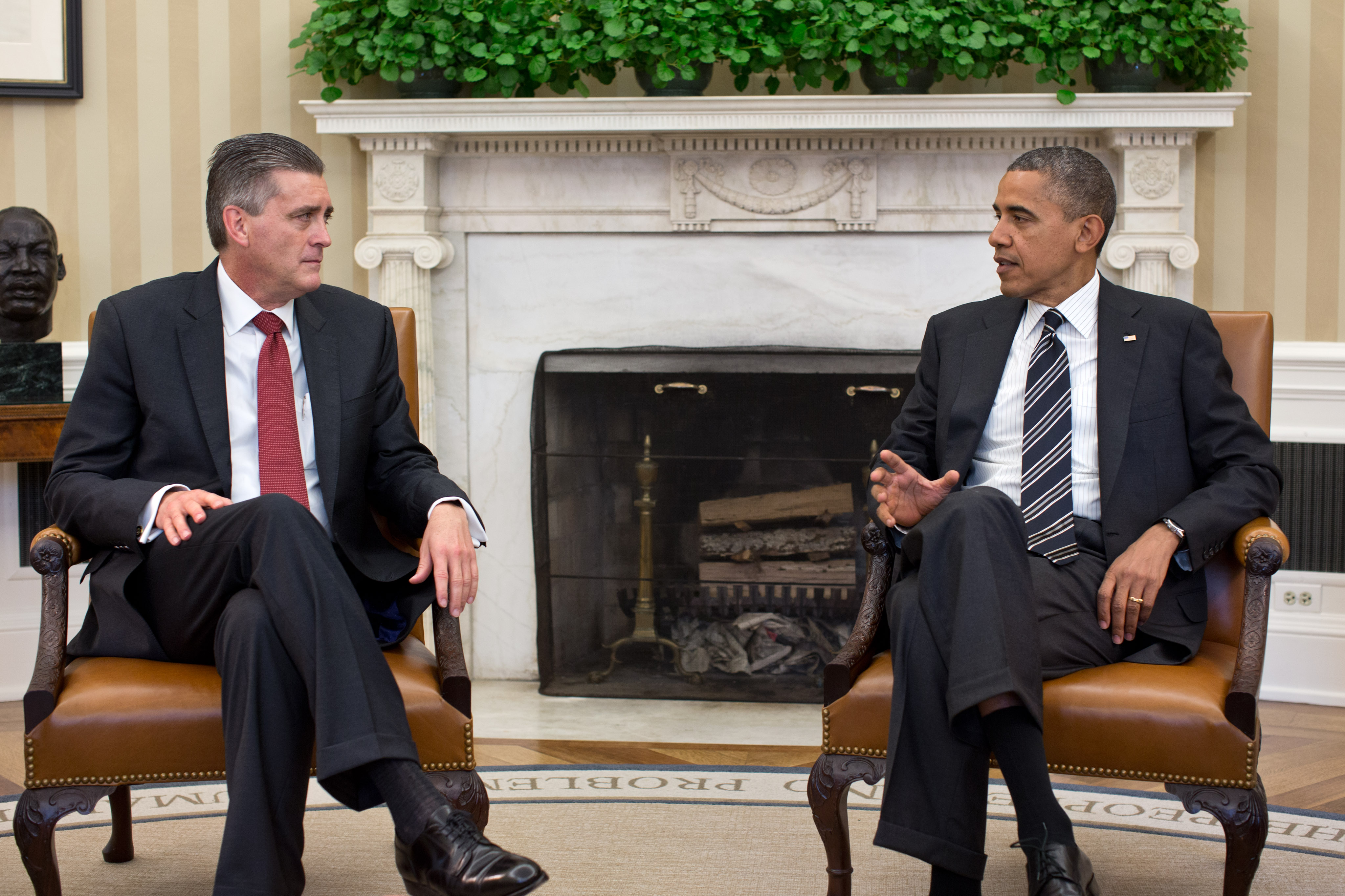
Der ehemalige Botschafter der Vereinigten Staaten in Pakistan Richard G. Olson (links) mit Präsident Barack Obama.

Die Liste der Botschafter der Vereinigten Staaten in Pakistan bietet einen Überblick über die Leiter der US-amerikanischen diplomatischen Vertretung in Pakistan seit der Aufnahme diplomatischer Beziehungen bis heute.
| Amtszeit  | Name                 | Anmerkung       |
| --------- | -------------------- | --------------- |
| 1947–1948 | Paul H. Alling       |                 |
| 1949      | H. Merle Cochran     |                 |
| 1950–1952 | Avra M. Warren       |                 |
| 1952–1953 | John Moors Cabot     |                 |
| 1953–1957 | Horace A. Hildreth   |                 |
| 1957–1959 | James M. Langley     |                 |
| 1959–1962 | William M. Rountree  |                 |
| 1962–1966 | Walter P. McConaughy |                 |
| 1966–1967 | Eugene M. Locke      |                 |
| 1967–1969 | Benjamin H. Oehlert  |                 |
| 1969–1972 | Joseph S. Farland    |                 |
| 1972–1973 | Sidney Sober         | Geschäftsträger |
| 1973–1977 | Henry A. Byroade     |                 |
| 1977      | George S. Vest       |                 |
| 1977–1981 | Arthur W. Hummel     |                 |
| 1981–1983 | Ronald I. Spiers     |                 |
| 1983–1986 | Deane R. Hinton      |                 |
| 1987–1988 | Arnold Lewis Raphel  | verstarb im Amt |
| 1988–1991 | Robert B. Oakley     |                 |
| 1991–1992 | Nicholas Platt       |                 |
| 1992–1995 | John Cameron Monjo   |                 |
| 1995–1998 | Thomas W. Simons     |                 |
| 1998–2001 | William Milam        |                 |
| 2001–2002 | Wendy Chamberlin     |                 |
| 2002–2004 | Nancy Jo Powell      |                 |
| 2004–2007 | Ryan Crocker         |                 |
| 2007–2010 | Anne W. Patterson    |                 |
| 2010–2012 | Cameron Munter       |                 |
| 2012–2015 | Richard G. Olson     |                 |
| 2015–2018 | David Hale           |                 |